# Czarna Madonna

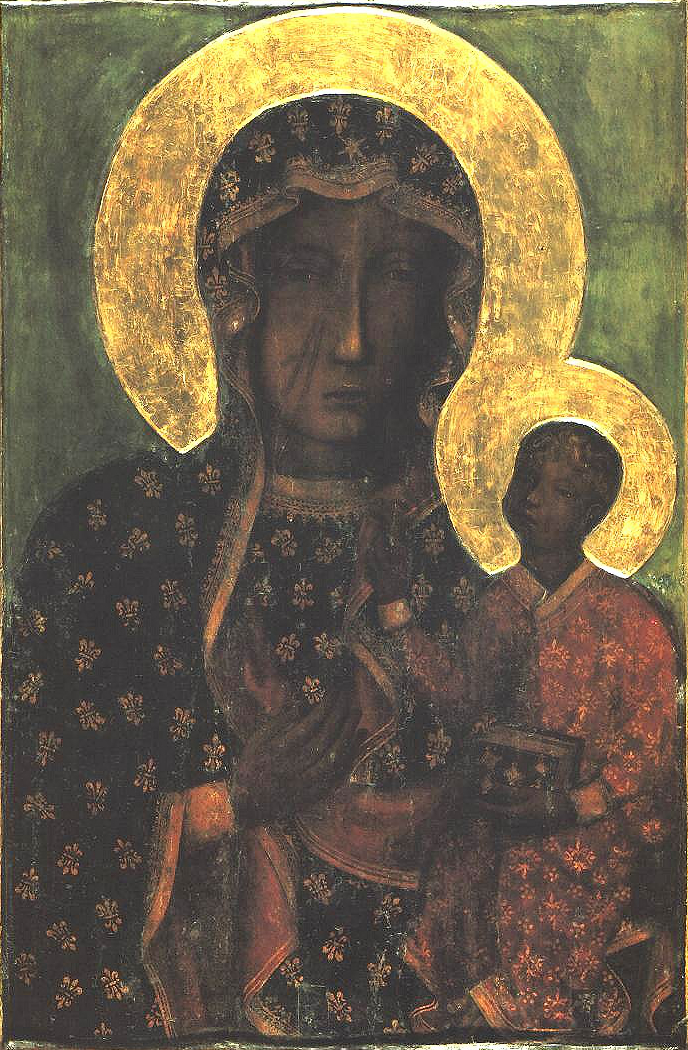
Ikona Matki Bożej z Jasnej Góry, zwana Czarną Madonną

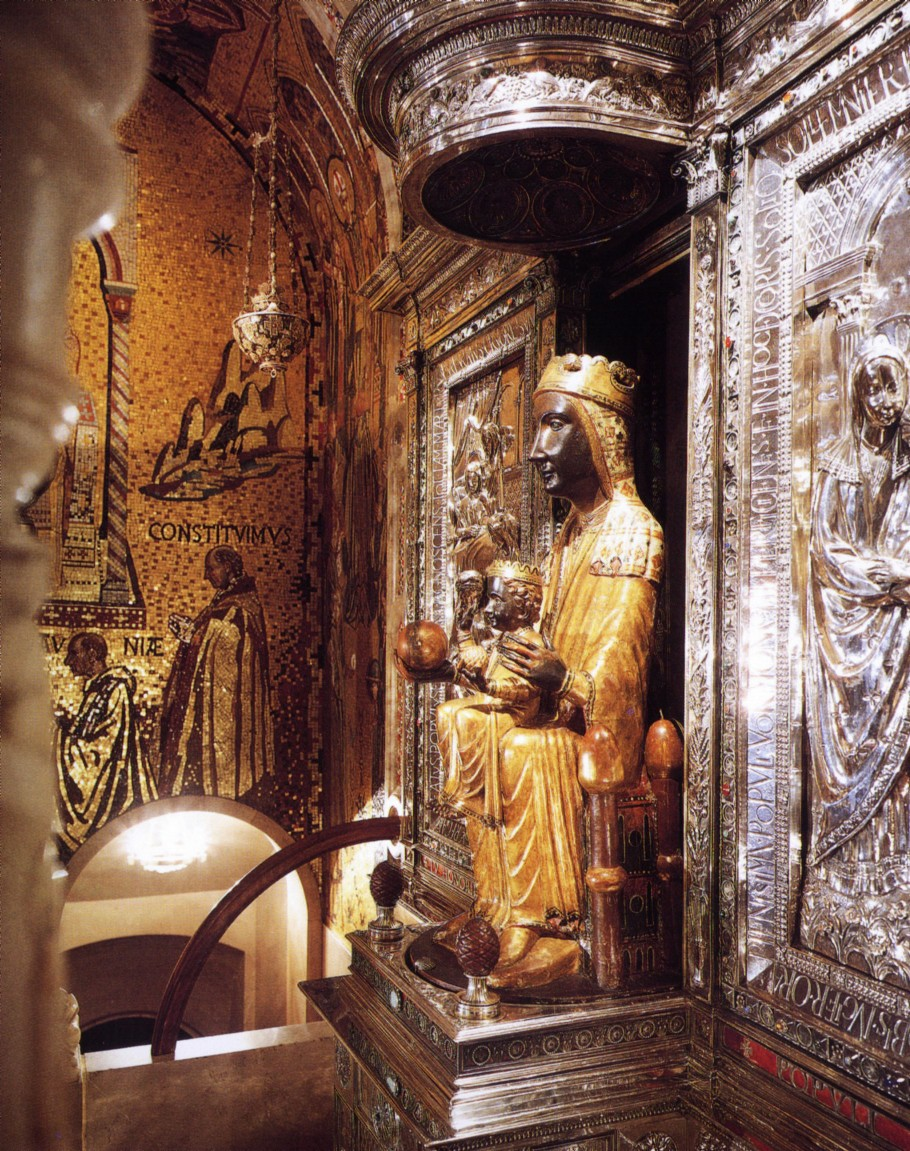
Czarna Madonna z Montserrat

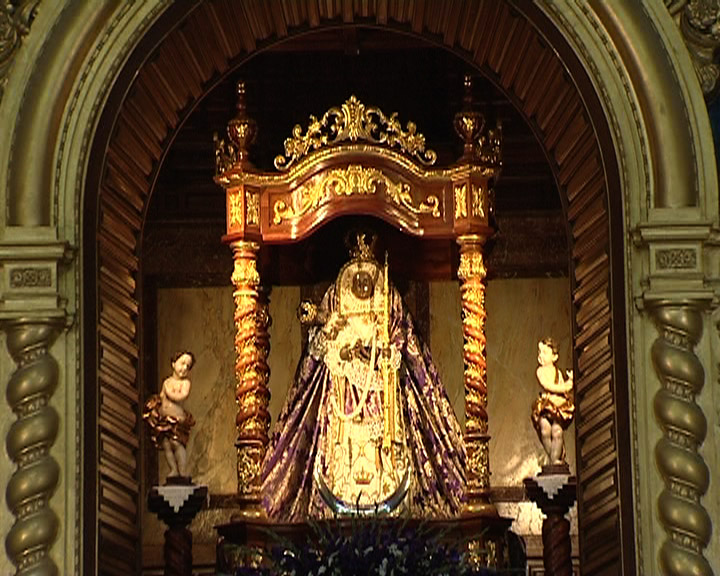
Matka Boża z Candelarii

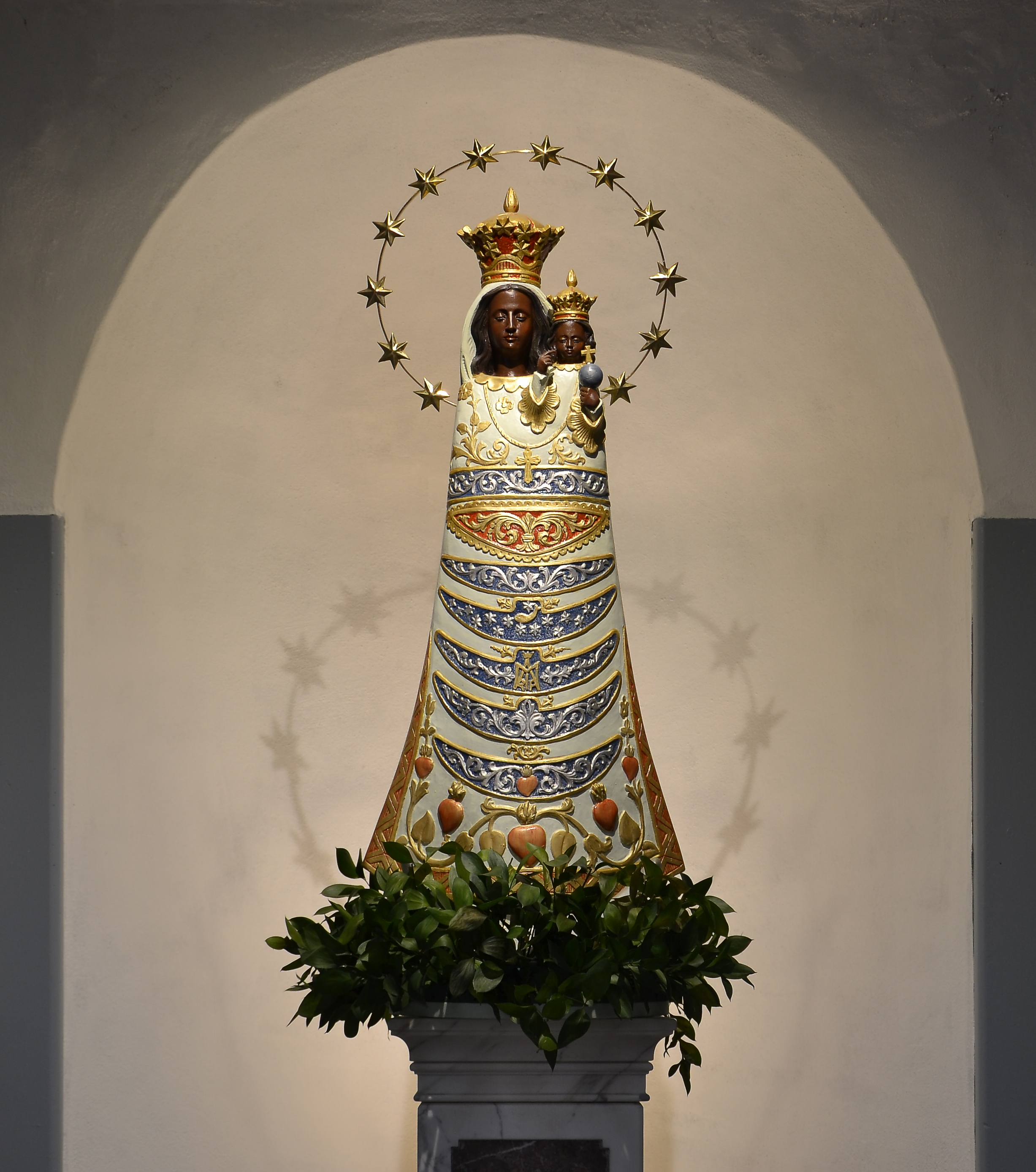
Czarna Madonna w kościele św. Elżbiety we Wrocławiu

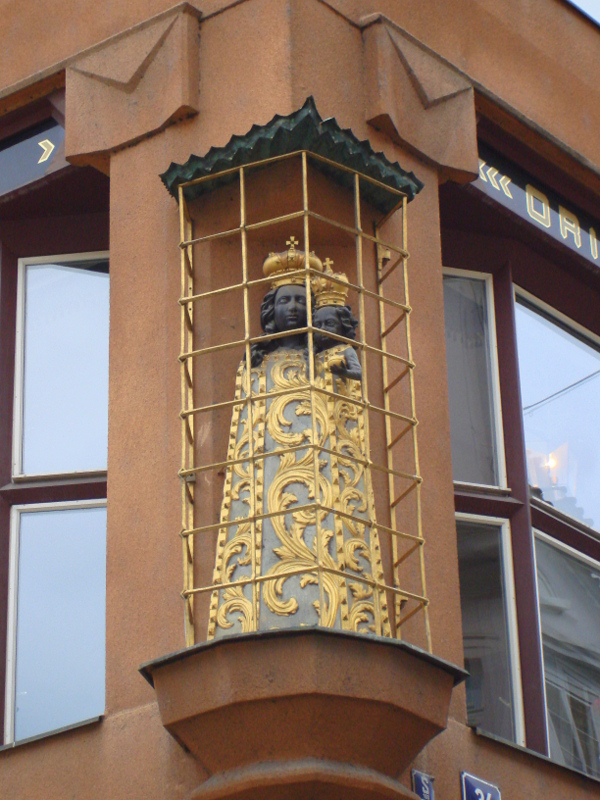
Praga, Stare Miasto – Dom Pod Czarną Matką Bożą, figura Czarnej Madonny

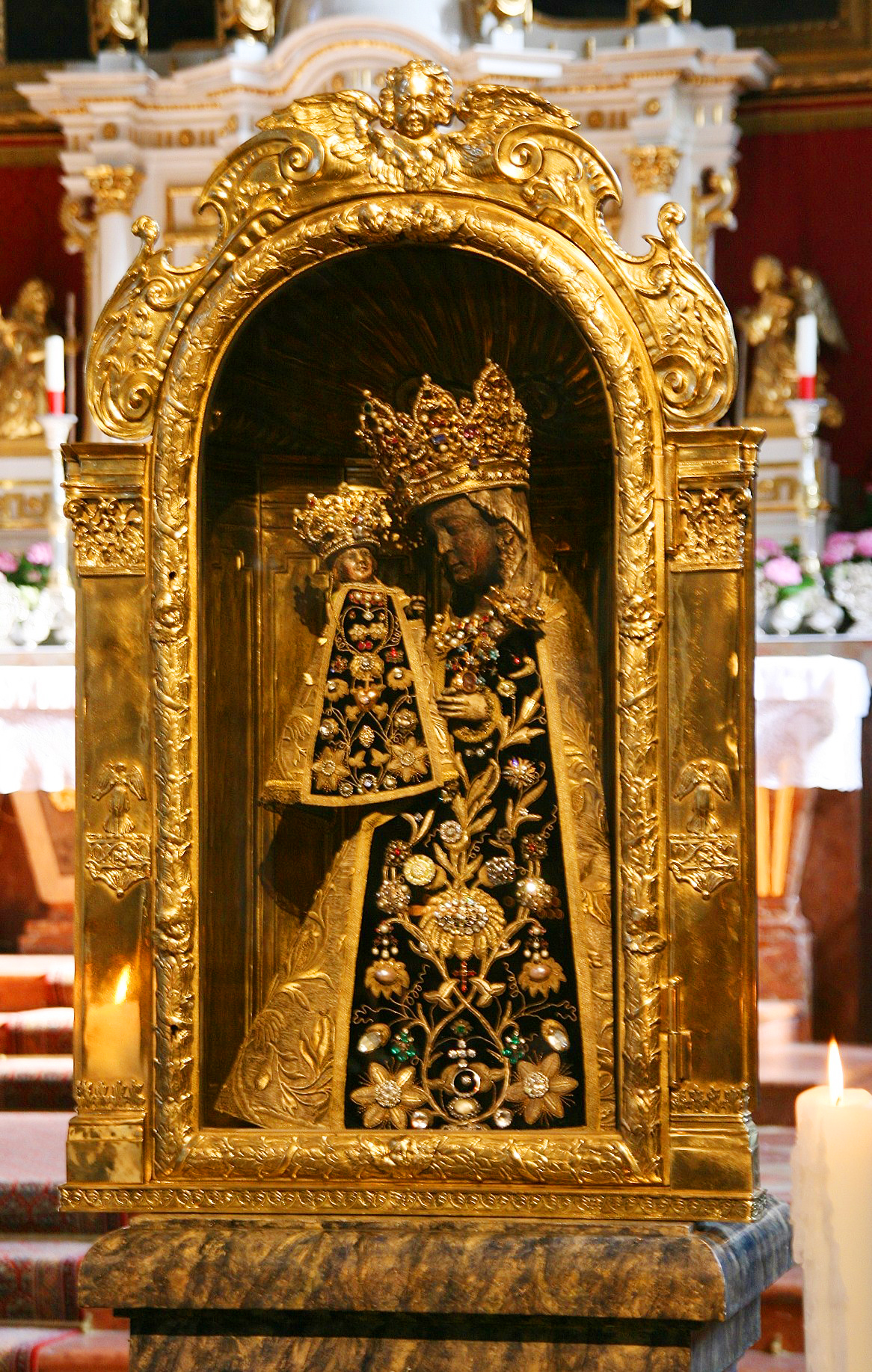
Czarna Madonna z Altötting

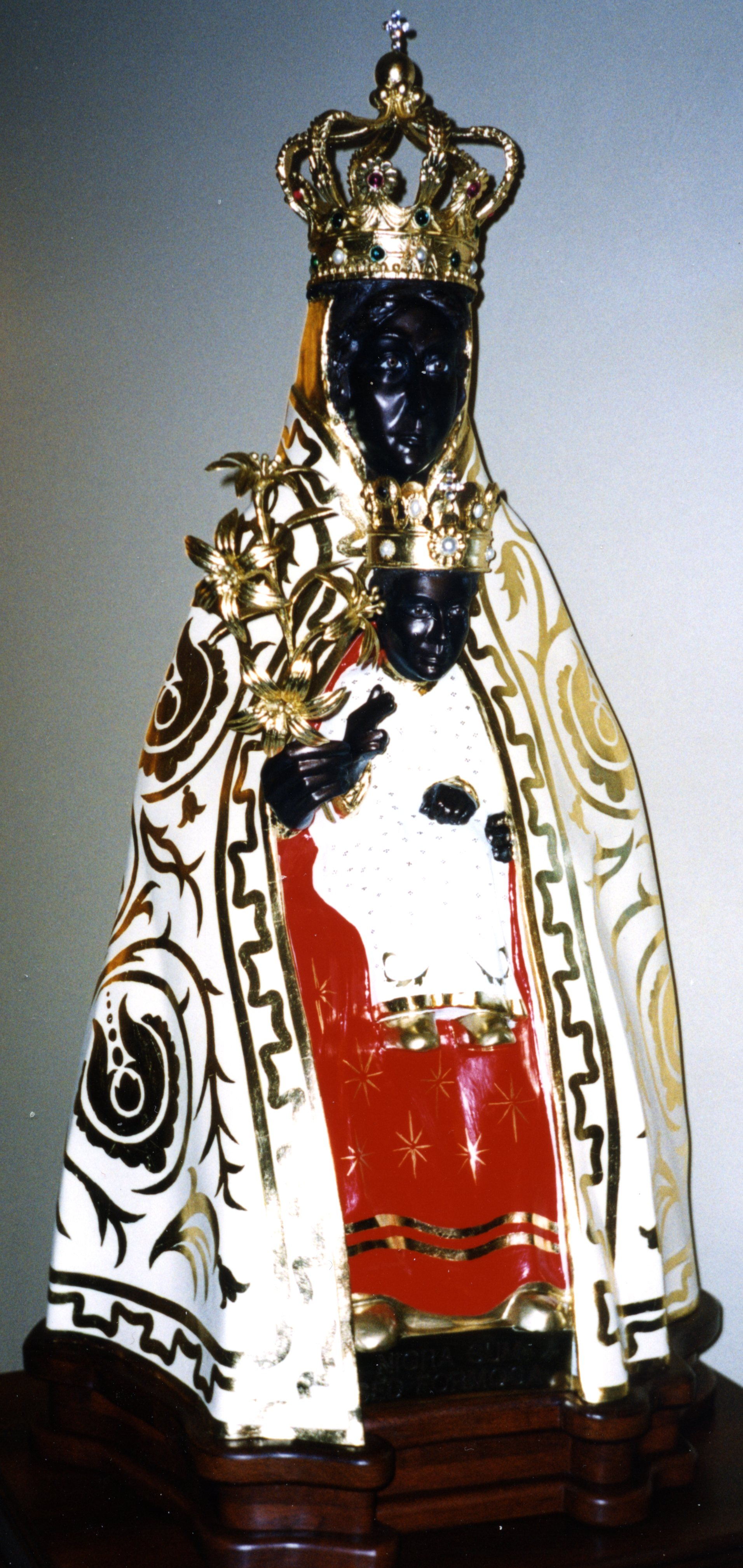
Czarna Madonna z Tindari w bazylice we Fremantle

Czarna Madonna – rzeźba lub obraz przedstawiający Maryję lub Maryję z Dzieciątkiem, na którym jest ona ukazana z ciemnym lub czarnym odcieniem skóry, wykonane przeważnie w Europie w okresie średniowiecza lub wcześniej. W tym rozumieniu terminu określenie „Czarna Madonna” nie odnosi się do wizerunków Maryi ukazanej wyraźnie jako czarna Afrykanka, które są popularne w Afryce oraz w miejscach zamieszkanych przez duży odsetek ludności pochodzenia afrykańskiego, np. w Stanach Zjednoczonych lub Brazylii.

## Teorie powstania
Jedna z teorii mówi, iż Czarne Madonny są reprodukcjami wcześniejszego wizerunku lub ikony Matki Bożej, która już nie istnieje i która, najprawdopodobniej, znajdowała się w Konstantynopolu. Miałaby zostać zniszczona przez ikonoklastów, którzy począwszy od VIII do X w. prowadzili na szeroką skalę akcję przejawiającą się w niszczeniu ikonostasów, fresków, a nawet klasztorów oraz prześladowaniem osób adorujących ikony (ikonoduli).
Wizerunki Czarnej Madonny znajdują się przede wszystkim na terenach zamieszkanych przez katolików.
Rzeźby są w większości wykonane z drewna (rzadko spotyka się wykonane z kamienia), często są pokryte farbą. Wysokość rzeźb nie przekracza 75 cm, a ich powstanie datuje głównie się na XI-XV w. Można wyróżnić dwie podstawowe grupy: wolnostojące, pionowe figury oraz wizerunki Maryi na tronie. Obrazy to przede wszystkim ikony wykonane w stylu bizantyńskim, których powstanie datuje się najczęściej na XIII-XIV w. Twarze cechują rysy charakterystyczne dla Europejczyków.
Na terenie Europy znajduje się około 450-500 wizerunków Czarnej Madonny, jakkolwiek liczba zależy od metody przyjętej do ich klasyfikacji. W samej Francji znajduje się co najmniej 180 takich wizerunków pochodzących z okresu średniowiecza (zwane są we Francji Vierges Noires) oraz setki kopii wykonanych w późniejszym okresie. Niektóre z nich można spotkać w muzeach, jakkolwiek większość znajduje się w kościołach i kaplicach.

## Przykłady
Najbardziej znanymi są:
- ikona Maryi, która znajduje się w bazylice Santa Maria Maggiore w Rzymie – wizerunek Czarnej Madonny, który znajduje się w jednej z kaplic, jest nazywany powszechnie Salus Populi Romani (Ocalenie Ludu Rzymskiego)[1]
- Ikona Matki Bożej Częstochowskiej na Jasnej Górze, będąca jednym z najlepiej rozpoznawanych symboli chrześcijaństwa w Polsce
- Madonna z Montserrat (zwana też La Moreneta, co w języku katalońskim znaczy czarna) – drewniana romańska figura Matki Boskiej z Dzieciątkiem znajdująca się w klasztorze benedyktyńskim Montserrat w masywie górskim Montserrat w Katalonii.
- Matka Boża z Candelarii – drewniana figura Matki Boskiej z Dzieciątkiem znajdująca się w bazylice Matki Bożej w Candelarii na Teneryfie (Hiszpania).

Inne przedstawienia Czarnej Madonny znajdują się m.in.:
- bizantyńska ikona (Madonna Bruna lub Mamma Schiavona) w sanktuarium di Santa Maria w Montevergine (Włochy)
- statua Czarnej Madonny z Tindari z Sycylii, pozłacana rzeźba z hebanu w bazylice mniejszej św. Patryka we Fremantle (Australia)[2], poświęcona przez Jana Pawła II
- figura Matki Boskiej w Le Puy-en-Velay w Owernii (Francja)
- posążek Czarnej Madonny w bawarskim sanktuarium Altötting (Niemcy).